# Palacio de Canedo (León)
El Palacio de Canedo es una gran casona situada en Canedo, dentro del municipio de Arganza que data del siglo XVIII y formaba parte del Señorío de Canedo.
En la actualidad es propiedad del empresario berciano José Luis Prada, más conocido como Prada a Tope, el cual lo restauró debido al estado de abandono. Cuenta con un gran viñedo en la parte delantera del caserón y que el propio Prada utiliza para elaborar sus vinos. Consta de una parte de alojamiento y otra de cafetería y tienda así como una bodega. Se le ha añadido al palacio un módulo que permite ampliar la bodega para la elaboración de vinos además de la oferta de alojamiento. En el Palacio de Canedo es utilizado por un negocio de restauración para la realización de eventos. Cada año por las fechas navideñas tiene lugar el acto del encendido de la decoración navideña del palacio así como del árbol gigante de Navidad situado en el patio del palacio y que está formado con unas 1500 botellas de Xamprada, producto comercializado y elaborado por Prada a Tope.